# イオン御経塚ショッピングセンター
イオン御経塚ショッピングセンター（イオンおきょうづかショッピングセンター）は、かつて石川県野々市市御経塚にあったイオンリテール運営のショッピングセンターである。
なお、実質的な後継施設として「アークスクエア御経塚」が2023年6月28日に開業。イオンリテールは食品特化型スーパーマーケットとなる「イオンスタイル御経塚」として約2年ぶりに再出店し、同年6月30日に開業した。

## 歴史
1998年（平成10年）3月14日、当時の石川郡野々市町に御経塚サティとして開業。マイカル北陸の第1号店である。元々この場所は「西友」が「加賀楽市」出店を表明していたが、業績不振により出店を断念していた。野々市町御経塚第二土地区画整理事業に伴い整備された区画に位置しており、東側は国道8号の金沢バイパスが通っているため、付近の交通量は多い。
施設は3階建で、1階と2階は店舗、3階と屋上は駐車場である。2階には、イオングループのイオンエンターテイメントが運営するイオンシネマが入居していた。2011年（平成23年）3月1日、イオングループの再編によって店舗名がイオンに変更された。
2020年（令和2年）9月、1.6km西にある白山市横江町に「イオンモール白山」が開業することにあわせ、2021年（令和3年）5月31日をもって閉店することになった。イオンモール白山は同年7月19日にオープン。同モールにはイオンリテール北陸信越カンパニーにより食品や衣類の専門店が出店するほか、映画館のイオンシネマ含めて、イオン御経塚ショッピングセンターの一部店舗（35店）も移転した。
イオン御経塚ショッピングセンターでは閉店後、6月1日から6月13日まで食品や日用品の販売が実施され、その後に建物は解体されている。

## 跡地
跡地には2023年（令和5年）6月28日に、アークランズ、ヤマダホールディングス、イオンリテールの3社で区分所有する大型複合商業施設「アークスクエア御経塚」がオープンした。
ホームセンターを運営するアークランズと家電量販店を運営するヤマダホールディングスが業種を超えて共同で出店する複合商業施設は愛知県一宮市、東京都八王子市に次いで3店舗目となるが、本施設では、アークランズが運営する「ホームセンタームサシ御経塚店」、ヤマダホールディングス子会社のヤマダデンキが運営する「Tecc LIFE SELECT 野々市御経塚店」（「Tecc LIFE SELECT」の石川県1号店）に、イオンリテールが運営する石川県初の食品特化型スーパーマーケット「イオンスタイル御経塚」が加わり、ワンストップで生活に関連するすべての商品・サービスが揃う総合提案型ショッピングスクエアとなった。
建設計画によると、建物は屋上駐車場付き2階建て、敷地面積は約4万5千平方メートル、延べ床面積は約5万平方メートルとなる。

## イオンシネマ御経塚
「ワーナー・マイカル・シネマズ御経塚」として1998年の御経塚サティ開店と同時にオープン。石川県ではユナイテッド・シネマ金沢（旧ルネス9シネマ）に次いで2番目のシネマコンプレックスであり、8スクリーン、1,661席を備えていた。野々市市にとっては町制時代の1959年10月14日から1967年1月8日まで存在していた『野々市劇場』以来31年ぶりの映画館でもある。
2013年7月1日に運営会社のワーナー・マイカルがイオンシネマズを合併し、イオンエンターテイメントとなったため、劇場名を現名称に変更した。
野々市市出身の米林宏昌監督は2010年7月27日『借りぐらしのアリエッティ』上映時、2014年8月5日『思い出のマーニー』上映時、2017年6月29日『メアリと魔女の花』先行試写会時に舞台挨拶を行っていた。
2021年（令和3年）5月31日をもってイオン御経塚ショッピングセンターと同時に閉館し、同年7月19日にイオンモール白山内に開業した「イオンシネマ白山」が事実上の後継劇場となる。
| スクリーン | 座席数 | 備考           |
| ---------- | ------ | -------------- |
| 1          | 390    | 3Dデジタル対応 |
| 2          | 111    |                |
| 3          | 111    |                |
| 4          | 211    | 3Dデジタル対応 |
| 5          | 216    |                |
| 6          | 200    |                |
| 7          | 210    |                |
| 8          | 212    | 3Dデジタル対応 |

## 周辺
- 御経塚遺跡
- 野々市市ふるさと歴史館